# Roei Zikri
Roei Zikri (in ebraico רועי זיקרי‎?; Herzliya, 13 ottobre 1992) è un calciatore israeliano, attaccante dell'Ironi K. Shmona.

## Carriera
Ha giocato nella massima serie israeliana.